# Nuuks konstmuseum
Nuuks konstmuseum (Nuuk Art Museum) är ett konstmuseum i Nuuk i Grönland.
Museet är inrymt i en tidligare adventistkyrka och skänktes till befolkningen i Nuuk av filantroperna Svend och Helene Junge Pedersen i samband med öppningen den 22 maj 2005. Det har en yta på 600 m² med högt till tak och bevarade glasmålningar. Det finns också en byggnad för tillfälliga utställningar. 
Samlingarna bygger på donatorernas privata samlingar och utgörs av konst och konsthantverk med anknytning till Grönland. Den permanenta utställningen består dels av äldre konst av konstnärer som tillbringat kortare eller längre tid på Grönland såsom Christine Deichmann, Carl Rasmussen och Harald Moltke samt nyare verk av grönländska konstnärer som Miki Jacobsen, Buuti Pedersen, Hans Lynge, Anne-Birthe Hove och Pia Arke. Förutom de omkring 250 målningarna, akvareller, fotografier och teckningar finns omkring 100 figurer av ben, tand, täljsten och trä.
Museet anordnar också olika evenemang och har bland annat skapat en gratis ljudguide till utomhuskonst och skulpturer i centrala Nuuk.